# Dieriewieńka (rejon charowski)
Dieriewieńka (ros. Деревенька) – wieś w Rosji, w rejonie charowskim obwodu wołogodzkiego. W 2002 r. liczyła 13 mieszkańców, a w 2010 r. zamieszkiwały ją 4 osoby.